# Sibylle Schindler

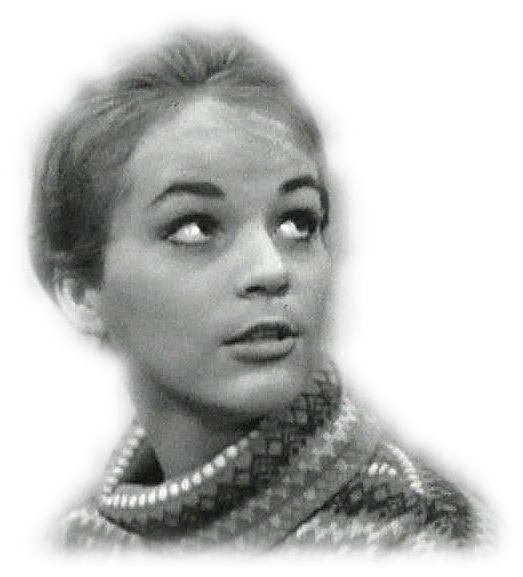
Sibylle Schindler

Sibylle Schindler (* 4. März 1942 in Frankfurt am Main; † 25. Juni 1996 in Oestrich-Winkel) war eine deutsche Schauspielerin.

## Leben
Sibylle Schindler besuchte von 1953 bis 1960 die Schillerschule in Frankfurt am Main und absolvierte eine Schreinerlehre. Eine bekannte Rolle war die des Fräulein Pinella in 24 Folgen der Fernsehserie Die Firma Hesselbach (1960–1967). In den Spielfilmen Die Familie Hesselbach im Urlaub (1955) und Der ideale Untermieter (1957) spielte sie die Nina bzw. Hesselbachs Tochter Hexchen.